# Serengan (plaats)
Serengan is een bestuurslaag in het regentschap Surakarta van de provincie Midden-Java, Indonesië. Serengan telt 8551 inwoners (volkstelling 2010).